# Gare de Santa María y La Peña
La gare de Santa María y La Peña est une gare desservant la commune de Las Peñas de Riglos, située au point kilométrique 137,112 sur la ligne reliant Saragosse à Canfranc, en Aragon. Elle est inaugurée en 1893, lorsque le tronçon Huesca - Jaca de la ligne est mis en service. 